# Moulin Lebriez (Mentque-Nortbécourt)
De Moulin Lebriez is een torenmolen in de Franse gemeente Mentque-Nortbécourt. De molen staat iets minder dan een kilometer ten oosten van het dorpscentrum van Nortbécourt en deed dienst als korenmolen.

## Geschiedenis
De molen bevindt zich op een heuvel en zou gebouwd zijn in 1714, volgens een inscriptie op een steen aan de binnenkant van de toren. In 1897 werd hij eigendom van Alphonse Lebriez, waaraan de molen zijn naam heeft te danken. Tot 1950 oefende deze het molenaarsbedrijf uit, waarna de molen in verval raakte.
In 1964 werd de molenruïne aangekocht door Michel Hoyez, die hem restaureerde en er een tweede woning van maakte. Het binnenwerk bleef grotendeels intact, maar de molenstenen werden verwijderd.
In 1977 werd de molen ingeschreven als monument historique. De wieken, die in slechte staat verkeerden, werden in 1981 door nieuwe vervangen. Het aandrijfwerk, deels van oude datum, was niet meer in staat om de kracht van de wieken over te brengen. Daarom werden de wieken vastgezet: ze kunnen niet meer draaien.
Nadat een van de wieken gebroken was, werden de houten wieken in 1999 vervangen door metalen wieken.